# Pylaisia macrotis
Pylaisia macrotis är en bladmossart som beskrevs av Jules Cardot 1910. Pylaisia macrotis ingår i släktet aspmossor, och familjen Hypnaceae. Inga underarter finns listade i Catalogue of Life.